# Serra dos Mangues
Serra dos Mangues é uma aldeia da região Oeste na freguesia de São Martinho do Porto, município de Alcobaça (Portugal).
Situa-se 2,6 km a norte da vila de São Martinho do Porto, a uma altitude superior a 70 metros, abaixo da serra da Pescaria.